# Gabriel Sotomayor
Gabriel Agustín Sotomayor Cardozo (Yacuiba, 2 de julio de 1999) es un futbolista boliviano. Juega como delantero en Floriana FC de la Premier League de Malta.

## Trayectoria
Comenzó a jugar al fútbol en equipos de su natal Yacuiba. Luego continuó su desarrollo futbolístico en las inferiores de Petrolero hasta que, en 2017, fichó por The Strongest de La Paz.

## Selección nacional
Sotomayor recibió su primera convocatoria a la selección boliviana en junio de 2024, para un amistoso ante México, por parte del entrenador Antônio Carlos Zago.
En noviembre recibió su segunda convocatoria para jugar ante Ecuador y Paraguay en las fechas 11 y 12 de la Clasificación de Conmebol para la Copa Mundial de Fútbol de 2026, en la renovación del plantel encabezada por el director técnico Óscar Villegas. Debutó el 14 de noviembre ante Ecuador reemplazando a César Menacho en el segundo tiempo, en un partido que terminó en derrota 0 a 4.

## Clubes
| Club          | País    | Año           |
| ------------- | ------- | ------------- |
| The Strongest | Bolivia | 2019-2024     |
| Floriana FC   | Malta   | 2025-presente |

## Palmarés

### Títulos nacionales
| Título           | Club          | Año  |
| ---------------- | ------------- | ---- |
| Primera División | The Strongest | 2023 |